# کمیته المپیک بحرین
کمیته المپیک بحرین (عربی: اللجنة الأولمبية البحرينية) یک سازمان ورزشی است که نماینده کشور بحرین در کمیته بین‌المللی المپیک می‌باشد.
این سازمان که در سال ۱۹۷۸ تأسیس شده مسئول آماده‌سازی و اعزام ورزشکاران به بازی‌های المپیک، بازی‌های المپیک جوانان و بازی‌های آسیایی است.